# 楓糖尿症
楓糖漿尿症（英語：MSUD, Maple syrup urine disease），又稱為楓糖尿症、支鏈酮酸尿，是一種體染色體隱性遺傳的支鏈氨基酸代謝異常疾病，也是有機酸血症的一種；這個症狀的名稱是由嬰兒尿液帶甜的氣味而來。

## 成因
楓糖漿尿症主要是由支链α-酮酸脫氫酶複合物所引起的代謝障礙造成白胺酸、異白胺酸和纈胺酸等支鏈胺基酸的堆積，而它們的有毒副產物，如酮酸，則會在累積在血液和尿液裡。這個蛋白質複合體主要有四個特定的亞基 E1α、E1β、E2和E3，而E3次單元是由丙酮酸脫氫酶複合體和丙戊二酸去氫酶複合體組成的。任何的酵素次單元基因突變都可能導致楓糖漿尿症。

## 症狀和診斷
此疾病是由患者帶甜味的尿液類似楓糖的味道而命名的，這種味道有時候在患者的耳垢中甚至更為強烈。在血漿胺基酸測定普及之前，通常是利用症狀和氣味所診斷；沒有特定氣味的患者，現在通常利用血漿胺基酸的特定濃度診斷。造成此氣味的分子為葫蘆巴內酯（有時拼為sotolone）。而具有此疾病的嬰兒出生時看起來很健康，但若不及時治療，則會有嚴重的腦損傷，最終死亡。嬰兒早期症狀包括食慾不振、嘔吐、脫水、嗜睡、肌張力低下、癲癇、低血糖、酮酸中毒、角膜擴張、胰腺炎、昏迷、神經功能下降等。

## 分類
楓糖尿症可以透過其症狀及體徵或是其遺傳基因分類。該病最常見也是最嚴重的為經典型，它在出生後不久後就出現，
疾病的變異形式可能在嬰兒晚期或是兒童期出現，通常不嚴重，但是如果不及時治療則會造成生理和心理上的問題。
以下是幾種不同形式的疾病
經典嚴重型楓糖尿症
中級型楓糖尿症
間歇型楓糖尿症
硫胺響應型楓糖尿症
E3缺失楓糖尿症乳酸性中毒

## 處置
控制楓糖尿症需要進行仔細血液檢查以及特殊飲食控制和頻繁的測試。以低含量的白胺酸，異白胺酸和纈胺酸食物避免神經損傷，這三個胺基酸是人類維持適當的代謝功能所需要，含有這些胺基酸替代品的蛋白質也已經被合成出來並且通過測試，讓楓糖尿症患者可以正常飲食而不造成傷害。有些楓糖尿症的患者也會以高劑量的硫胺（維他命B1）來改善，這是一種可以緩解症狀的酵素輔因子。一般來說，患者由營養師監控，他們的飲食必須嚴格且長期的控管；然而，透過適當的管理，這些患者通常能夠過上健康且正常的生活，沒有遭受疾病所帶來的神經損傷。

## 遺傳患病率
楓糖尿症大概为每180000名嬰兒會有1個為患者，楓糖尿症甚至在阿米希人、門諾會和猶太人有著更高的患病率，部分原因是因為奠基者效應。
- BCKDHA(人類孟德爾遺傳學)
- BCKDHB(人類孟德爾遺傳學)
- DBT(人類孟德爾遺傳學)
- DLD(人類孟德爾遺傳學)

這四個基因所產生的蛋白質，一起構為支链α-酮酸脫氫酶複合物，此複合體是用於打斷存在許多食物中的白胺酸，異白胺酸和纈胺酸(尤其是富含蛋白質的食物例如牛奶、肉類和蛋)。這些基因的減少或是突變會造成酵素複合體的功能喪失，影響了白胺酸，異白胺酸和纈胺酸的正常代謝，結果造成這些胺基酸和他們的副產物堆積在身體中。由於高濃度的此類基質對於腦及內臟是有毒的，這些累積導致楓糖尿症患者嚴重的身理問題。
這種情況是遵循一個體染色體隱性遺傳的模式，意味著有缺陷的基因位在常染色體，而此基因的拷貝，也就是來自於父母，必也是楓糖尿症患者。

## 篩查
於2014年5月9日，英國國家篩查委員會（UK NSC）宣布:建議每一個新生嬰兒在四個更深入的遺傳性疾病調查並作為NHS的新生兒血斑篩查方案，其中包括楓糖漿尿症。

## 文獻
1. ↑  Podebrad F, Heil M, Reichert S, Mosandl A, Sewell AC, Böhles H. . Journal of Inherited Metabolic Disease. April 1999, 22 (2): 107–114. PMID 10234605. doi:10.1023/A:1005433516026.
2. ↑  Ogier de Baulny H, Saudubray JM. . Semin Neonatol. 2002, 7 (1): 65–74. PMID 12069539. doi:10.1053/siny.2001.0087.
3. ↑   （页面存档备份，存于）
Genetics Home Reference (GRH) - Genetic Conditions - Maple Syrup Urine Disease. GHR is a service of the U.S. National Library of Medicine. Reviewed February 2006; Published June 12, 2009
4. ↑  Pasquali, Marzia; Longo, Nicola. . Burtis, Carl A.; Ashwood, Edward R.; Bruns, David E.  (编).  5th. Elsevier Health Sciences. December 13, 2011: 2062. ISBN 978-1-4160-6164-9.
5. ↑  . Johns Hopkins University.   [2012-11-04]. （原始内容存档于2021-03-25）.
6. ↑  Strauss, Kevin A; Puffenberger, Erik G; Morton, D Holmes. . Pagon, Roberta A; Bird, Thomas D; Dolan, Cynthia R; Stephens, Karen; Adam, Margaret P  (编). . University of Washington, Seattle. January 30, 2006 (December 15, 2009)  [May 15, 2012]. PMID 20301495. （原始内容存档于2021-03-30）{{inconsistent citations}}
7. ↑  Hallam P, Lilburn M, Lee PJ. . J. Inherit. Metab. Dis. 2005, 28 (5): 665–672. PMID 16151896. doi:10.1007/s10545-005-0061-6.
8. 1 2  http://rarediseases.about.com/od/rarediseases1/a/062004.htm （页面存档备份，存于） 
About.com: Rare diseases - June 2004. Maple syrup urine disease by Mary Kugler, R.N. 
Article describes MSUD prevalence among Amish and Mennonite children.
9. ↑  Puffenberger EG. . Am J Med Genet C Semin Med Genet. 2003, 121 (1): 18–31. PMID 12888983. doi:10.1002/ajmg.c.20003.
10. ↑  .   [2014-06-23]. （原始内容存档于2018-08-27）. 外部链接存在于|title= (帮助)
11. ↑  Jaworski MA, Severini A, Mansour G, Konrad HM, Slater J, Henning K, Schlaut J, Yoon JW, Pak CY, Maclaren N;  et al. . Clin Invest Med. 1989, 12 (2): 127–141. PMID 2706837.
12. ↑  .   [2014-06-23]. （原始内容存档于2015-06-10）.